# DirectPlay
DirectPlay est une API disponible dans la suite DirectX de Microsoft, jusqu'à sa version 8.
Elle est utilisée pour gérer les échanges de données pour les réseaux (local ou Internet). DirectPlay est considéré comme deprecated (obsolète) à partir de la version 9 de DirectX.